# Microcassetta

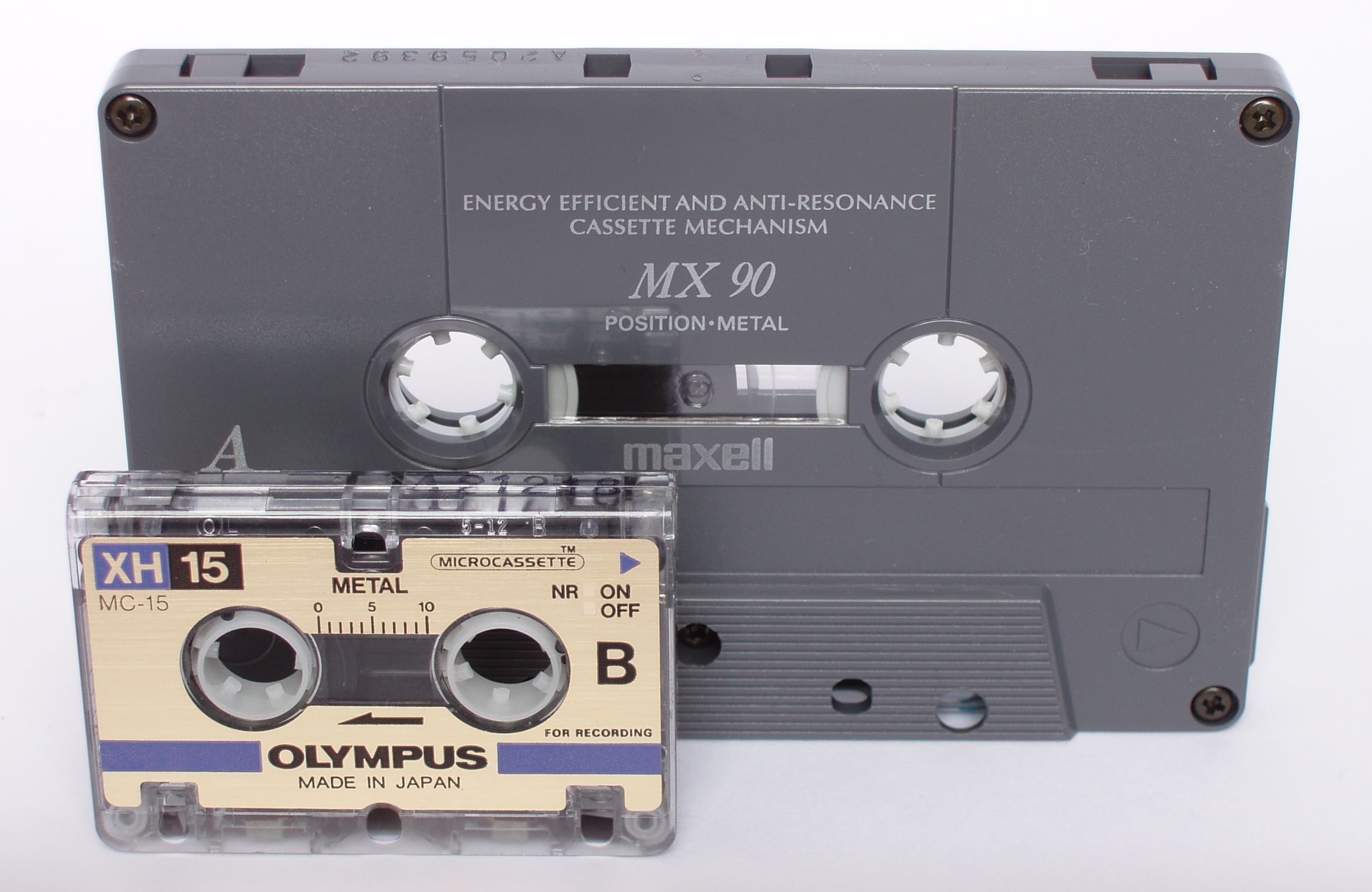
Musicassetta e microcassetta a confronto

La microcassetta è una variante della più diffusa audiocassetta, di dimensioni ridotte e di cui riprende il funzionamento.
Prodotta dalla Olympus a partire dal 1969, si diffuse soprattutto negli anni '80 e '90, veniva usata principalmente nelle segreterie telefoniche o nei microregistratori.

## Caratteristiche e funzionamento
Come per la musicassetta, anche nella microcassetta il nastro è avvolto su due bobine, dedite allo svolgimento e al riavvolgimento del nastro. Lo scorrimento del nastro avviene per mezzo di un capstan, mentre il segnale viene letto da una testina che entra a contatto con il nastro attraverso un'apertura posta sul lato inferiore della microcassetta. Sempre attraverso un'apertura sul lato inferiore, viene permessa la registrazione del nastro.
La velocità di scorrimento è costante e pari a 2,4 cm/s, ma può essere variata attraverso opportuni regolatori sui registratori. In questo modo, la velocità può essere regolata in modo da contenere più materiale sul nastro, facendola scendere fino a 1,2 cm/s (raddoppiando così la capacità della cassetta).
Con riferimento alla velocità standard di 2,4 cm/s, sono stati prodotti vari formati di microcassetta. I più diffusi erano MC30 (15 minuti per lato), MC60 e MC90, ma sono stati prodotti anche formati più piccoli come MC10 e MC15.
Inizialmente esistevano solo nastri di tipo I all'ossido di ferro (FeO2), detti anche "normali", mentre negli anni '80 per un breve periodo furono prodotti anche nastri di tipo IV al ferro puro, detti anche "metal", creati appositamente per contenere musica con una qualità superiore. Le musicassette metal, però, erano costose e di difficile reperibilità; l'uso del ferro puro, inoltre, richiedeva un maggior consumo delle batterie che, con la tecnologia dell'epoca, riduceva a sole due ore la loro durata; per questi motivi, le microcassette metal rimasero sul mercato per pochissimi anni.

## Utilizzo
La microcassetta era usata soprattutto nelle segreterie telefoniche - per la registrazione dei messaggi - e per la registrazione di conversazioni, interviste e dettature. Date le sue ridotte dimensioni, infatti, era maneggevole e facilmente trasportabile, ma allo stesso tempo ne precludeva l'uso per altri scopi: il nastro, infatti, risultando più sottile, era meno adatto alla registrazione di fonti musicali.
Ciononostante, alcuni artisti hanno ugualmente inciso le loro canzoni su microcassetta, inizialmente in monofonia e, a partire dal 1982, anche in stereofonia, grazie all'introduzione di apparecchi in grado di registrare e riprodurre il suono in formato stereo.
Al pari delle musicassette, le microcassette potevano essere utilizzate anche per il salvataggio di dati informatici, prima dell'avvento del floppy disk.